# Данина Москви в Крим
Данина Москви в Крим (в кримських документах тиш, дослівно — вихід, казна, в московських — помінкі, дача) — щорічна данина Московії та Польщі кримським ханам, що сплачувалася у 1474—1700 роках. Виплачувалася як грошима, так і натурою (хутра, моржеве ікло). В історіографії «поминки» розглядаються по-різному. Одні дослідники бачать в них пережитки ординської залежності — своєрідну форму дані, інші розцінюють як просто дари.

## Історія
Вперше виплати поминок кримським ханам відзначені за часів союзу Івана III з Менглі-Гіреєм (1474).У числі «поминок», що відправляються до Криму, були так звані «Дев'ятниє поминки», традиція сплати яких сягає часів Золотої Орди — це були щорічні обов'язкові підношення, що складалися з дев'яти предметів, які символізували особисту васальну залежність великого князя від ханов- джучидов. Незважаючи на що збереглося назва, «Дев'ятниє поминки» кримського хана до кінця XV століття вже могли складатися з іншого кількості предметів або виражатися грошима.
До початку XVI століття обсяг виплат в Крим значно зріс. Цьому сприяли такі чинники:
1. Під владу Москви перейшли землі, що раніше входили до складу Великого Князівства Литовського, які при цьому платили постійну данину кримському хану. Московське уряд продовжив ці виплати, а сам факт приєднання до кримських документах був описаний як передача міст «по слову хана». Окупувавши удільнє Одоєвського князівство, Великий князь Московський справно платив ханові і його наміснику дві тисячі алтин замість місцевих князів  .
2. Вступивши в конфронтацію з Москвою , Велике Князівство Литовське активізувало свою політику серед татарських правителів, направляючи в різні «орди» багаті дари. Кримський хан і інші знатні татари почали вимагати з Москви таких же масштабних поминок, погрожуючи в іншому випадку виступити на стороні супротивника. Таким чином, почався торг, в якій обидві сторони намагалися купити лояльність татарської знаті  .
3. До Криму стікалися татарські аристократи під час розпаду Великої Орди. В силу свого високого походження вони теж вимагали собі поминки  .

Крім збільшення обсягів виплат збільшилася і кількість осіб, які отримували поминки, причому незважаючи на спроби хана взяти розподіл виплат в свої руки, російська сторона цього жорстко опиралася, оскільки це давало дипломатії Москви певний важіль впливу на внутрішню політику Криму. Більш того, поминки, що роздаються «двору» хана стали розглядатися як платню великого князя його «слугам» і «холоп», яке видавалося за службу. Однак спроба поширити той же принцип на самого хана і татарських «царевичів» зазнала невдачі. Спроба московської скарбниці почати економити на поминках привела в зростання невдоволення в Криму і закінчилася «Кримським смерчем» 1521 року  .
У XVI столітті цей звичай не був закріплений юридично. Російська сторона всіляко перешкоджала включенню статті про поминках в «шертние грамоти», бо «це було б все одно, що зобов'язатися даниною»  . Незважаючи на це, хан вимагав поминок, і вони виплачувалися, хоча і не цілком регулярно: наприклад, після подвійної виплати 1564 р поминки не виплачувалися до розорення Москви Девлет-Гіреєм в 1571 році. Хоча Москва ніколи не відмовлялася від виплати поминок, точилися суперечки про їх розмір.
Після закінчення Смутного часу, в 1615 році, практика виплат була закріплена договором. З тих пір вони проводилися щорічно, зростаючи в сумі від 7000 рублів до 12000 рублів в 1650 році. Для порівняння, на будівництво двох міст (Вільного і Хотмишска) в 1640 році державою було виділено близько 13500 рублів  . Інший приклад: за цінами того часу, ці суми були рівнозначні щорічної відправці до Криму приблизно тисячі коней.
З 1658 по 1680 рік у виплатах була перерва. За Бахчисарайському мирному договору в січні 1681 року Російська держава в обмін на визнання Кримом приєднання Лівобережної України і Києва знову погодився на щорічне надання «скарбниці» хану. Виплати припинилися в 1685 році.

З тих пір Росія шукала можливість скасувати поминки офіційно. Зокрема, в проекті мирного договору Росії з Кримом (одна тисяча шістсот дев'яносто дві) була фраза: «річний скарбниці по розпису надалі не бути …». Остаточно поминки були скасовані тільки 1700 року, при Петрі I, з підписанням Константинопольського мирного договору з наступним формулюванням:
А понеже Государство Московское самовластное и свободное Государство есть, дача, которая по се время погодно давана была Крымским Ханам и Крымским Татарам, или прошлая или ныне, впредь да не будет должна от Его священнаго Царскаго Величества Московскаго даватись, ни от наследников его…— Константинопольський договір, ст.VIII
Однак під час російсько-турецьких переговорів 1713 року знову виникло питання про щорічної данини в Крим, в розмірі 18000 рублів. Російським дипломатам коштувало великої праці перенести його обговорення «на інший час».